# Mary Bedford
Mary Esther Bedford (* 27. März 1907; † 8. September 1997 in Durban) war eine südafrikanische Schwimmerin.

## Karriere
Bedford nahm an den Olympischen Spielen 1928 in Amsterdam teil. Dort gewann sie mit der Staffel über 4 × 100 m Freistil Bronze. In der Einzeldistanz über 400 m Freistil schied sie als Fünfte ihres Vorlaufs aus.